# ダシキ

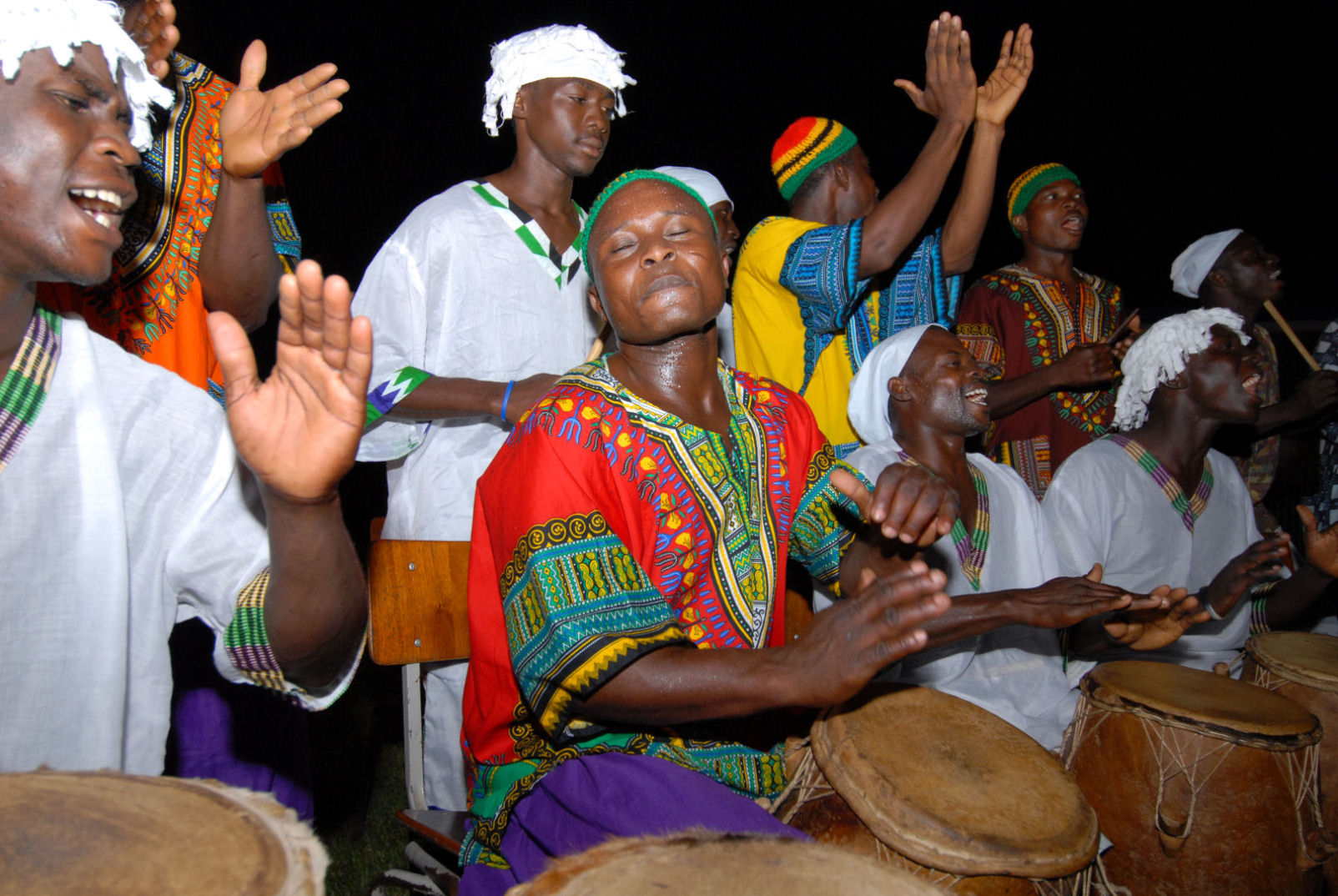
ダシキとクフィを身に着けたドラマーたち、ガーナ、アクラ

ダシキ (英語: dashiki) は主に西アフリカにおいての男女の衣服。腰までの丈が一般的。礼服用と日常用があり、シンプルな布の縫い合わせのものからオーダーメードのものまで様々である。ゆったりしたプルオーバー型のものがよく見られ、飾りのあるVネックに刺繍で仕立てられた襟袖のラインが特徴的。アフリカやアフリカ人ディアスポラのイスラム教徒のあいだでよく用いられるクフィと呼ばれる鍔のない帽子と合わせて着用されることが多い。
ダシキという呼び名はハウサ語でシャツという意味の "dan ciki" に由来する。

## 派生形

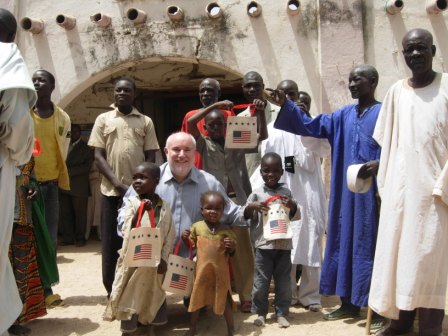
セネガリーズカフタン(右)、カメルーン

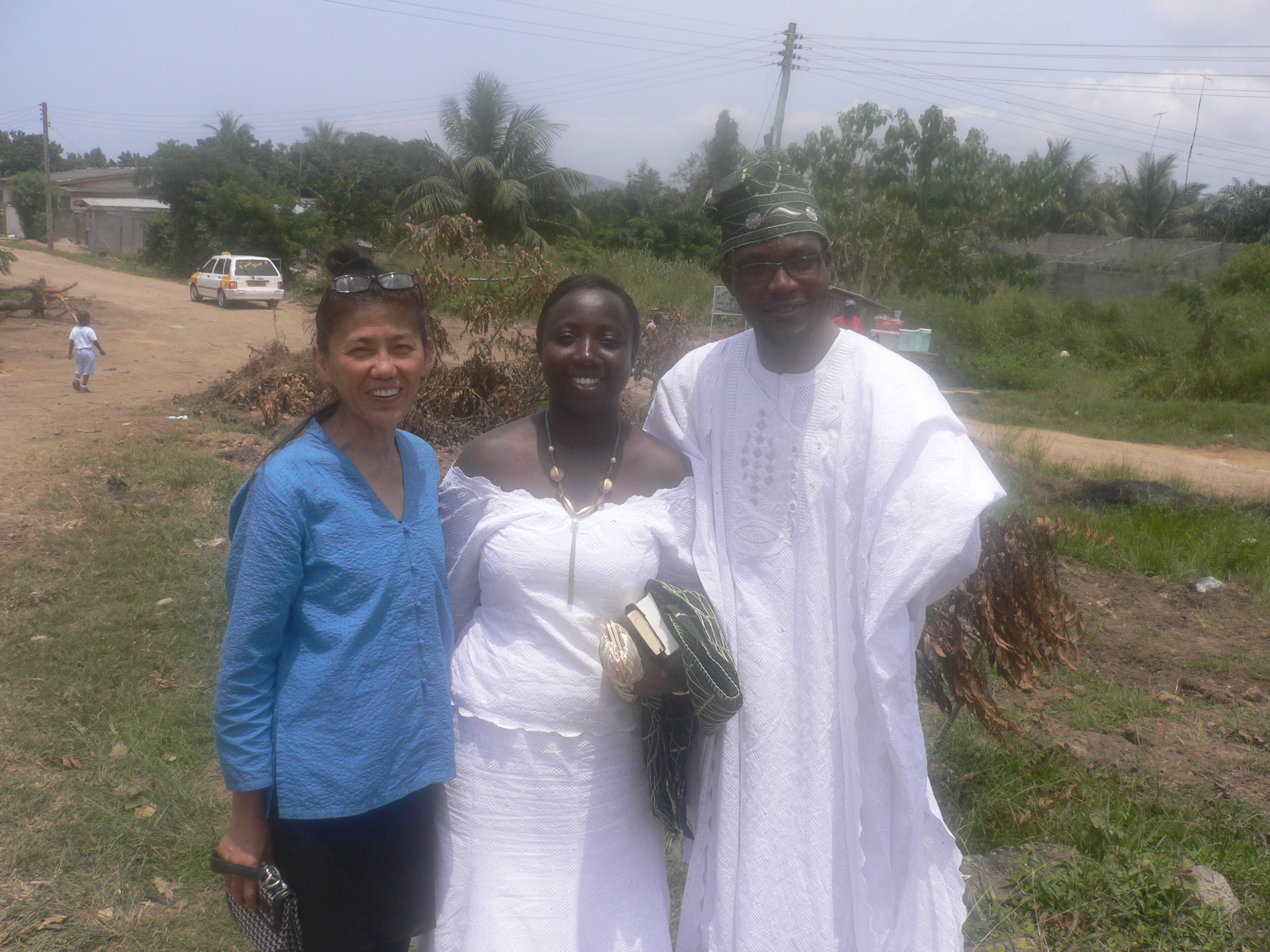
アグダバを着用しての結婚式、ガーナ

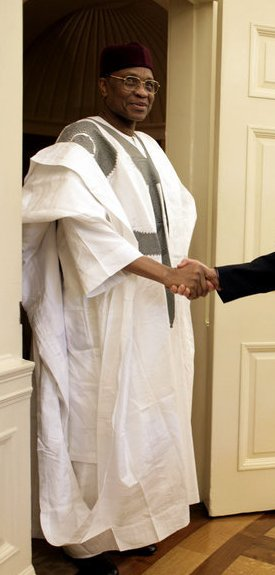
グランドブブを身に着けたニジェールのタンジャ・ママドゥ大統領

日常用ダシキは伝統的なプリントか刺繍がなされたものである。礼服用ダシキは以下の3種類。
- ダシキスーツ (dashiki suit) / ダシキトロジャーセット (dashiki trouser set)
  - アフリカのドローストリングパンツであるソコト (sokoto) にクフィを合わせたもの。結婚式での新郎の装いである。
- セネガリーズカフタン (en:Senegalese kaftan)
  - 足首ほどの丈のシャツにクフィとソコトを合わせたもの。
- グランドブブ (en:grand boubou) / アグバダ (en:agbada)
  - ダシキとそれに合ったズボンの上にゆるやかなガウンを羽織ったもの。

衣料品店ではダシキを数種類のスタイルから選ぶことができる。合わせに含まれるシャツの種類により呼び方が異なる。
- トラディショナルダシキスーツ
  - 太腿丈に短めの袖のシャツ。本格派に好まれる。
- ロングダシキスーツ
  - 膝丈かそれ以上の丈のシャツ。シャツが足首丈になるとセネガリーズカフタン (en:Senegalese kaftan) である。
- レースダシキスーツ
  - レース製のシャツ。女性が身に着けるダシキとカフタンの合わせは、伝統的男性用ダシキに西洋風のスカートを合わせたもの。

ガーナやコンゴ共和国では「アンゲリーナ」の愛称で呼ばれている。これはガーナ人ハイライフミュージック・グループがリリースした『アンゲリーナ』という有名曲から取られたものである。元々は伝統的用途のためにガーナ北部の人々が着用していたものであり、時とともにガーナ文化の一部となった。

## 結婚式での配色
西アフリカの結婚式では灰色が伝統的な色と捉えられているが、白のダシキを着用する新郎も多い。新郎新婦で伝統的でない色を用いる場合もあり、なかでも紫と青が最もよく選ばれる。
- 紫・ラベンダー色：アフリカ王家の色[4]。
- 青：愛、平和、調和の色。

## 葬儀での配色
黒と赤が伝統的な追悼の色である。

## アメリカ合衆国での広がり
アフリカ系アメリカ人公民権運動やブラックパワー運動をきっかけとしてダシキはアメリカ国内で販路を拡げた。少なくとも1967年には「ダシキ」という言葉が印刷に現れて始めている。アムステルダム・ニュースが1967年7月22日にニューアーク暴動を報じたとき、ジョージ・バーナーは新しいアフリカの衣服を"ダン"シキ (danshiki) と表現した。1968年7月7日のニューヨーク・タイムズにフェイス・ベリーの記事が掲載されている。"ダシキ (dashiki) "という表記はウェブスター辞典カレッジ版第1版 (1970/72) において正式に登場し、J. ベニングが1967年にその言葉を初めて使用したものを引用している。J. ベニング、M. クラーク、H. デイビス、W. スミスらはニューヨーク市マンハッタン、ハーレムにあるアメリカ初のダシキメーカー「New Breed」の創立者である。
その後ダシキは『アップタイト (en:Uptight) 』(1968年) 、『パットニー・スウォープ (en:Putney Swope) 』(1969年) 等の映画、またテレビ番組『ソウルトレイン (en:Soul Train) 』(1971年) に登場する。ジム・ブラウン、ウィルト・チェンバレン、サミー・デイヴィスJr.、そしてビル・ラッセルらはトークショーでダシキを着用して出演した有名アフリカ系アメリカ人アスリートまたエンターテイナーの一員である。またヒッピーの人々もカウンターカルチャーの価値の表現手段としてダシキをワードローブに集めた。元コロンビア特別区市長・議会議員のマリオン・バリーは選挙の際にダシキを身に着けて当選したことで知られている。また、ビヨンセ、リアーナ、スクールボーイ・Q、Qティップらを含む主にアフリカ系アメリカ人の多くのミュージシャンたちに着用されている。
ブラックパンサー党の指導者フレッド・ハンプトンは、アフリカ系アメリカ人事業主について1969年の演説「人民あるところに力あり」の中でこう取り上げた。「コミュニティに入り込み、人々からの搾取で利益をかすめ取ろうとする者は誰もが資本主義者である。どれほどの事業を展開していようが、どれだけダシキを持っていようが関係ない。政治的権力はダシキの袖口からではなく、銃口から流れ出るものだからである。」
フランク・ザッパは1981年の曲『ユー・アー・ホワット・ユー・イズ (en:You Are What You Is) 』でコーカソイドの外見と文化に近づく努力の結果として「ジョルダッシュのジーンズのためにダシキを売った」アフリカ系アメリカ人男性について歌っている。